# Чернече (Миргородський район)
Черне́че —  село в Україні в Сергіївській сільській громаді Миргородського району Полтавської області. Населення становить 61 осіб.
Після ліквідації Гадяцького району у липні 2020 року увійшло до Миргородського району.

## Географія
Село Чернече розташоване за 1 км від села Лободине, за 2.5 км від села Сергіївка.
По селу тече струмок, що пересихає із загатою. 
Поруч пролягає автомобільний шлях. 

## Історія
- 1628 — дата заснування.
- Село постраждало внаслідок геноциду українського народу, проведеного окупаційним урядом СРСР 1923-1933 та 1946-1947 роках.
- До 2016 року орган місцевого самоврядування — Сергіївська сільська рада.

## Населення

### Мова
Розподіл населення за рідною мовою за даними перепису 2001 року:
| Мова       | Кількість | Відсоток |
| ---------- | --------- | -------- |
| українська | 61        | 100%     |